# Tumba de Baden-Powell
Las tumbas de Robert Baden-Powell y su esposa Olave Saint Claire Soames están en el municipio keniano de Nyeri, capital del condado homónimo, cerca del Monte Kenia.
Lord Baden-Powell murió en Nyeri el 8 de enero de 1941 y está enterrado en el Cementerio de San Pedro en el parque natural Wajee. Cuando su esposa Olave, Lady Baden-Powell, murió, sus cenizas fueron enviadas a Kenia y enterradas junto a su marido. Kenia ha declarado la tumba de Baden-Powell, monumento nacional.

## Historia
Baden-Powell, que conocía y le gustaba Kenia, decidió comenzar a invernar en Nyeri en el Hotel Outspan de su amigo, Eric Sherbrooke Walker. Eligió a Kenia como su último hogar debido al clima favorable y la situación política en Europa. Después de que él y Olave murieron, tuvieron un servicio conmemorativo en la Abadía de Westminster. La piedra conmemorativa se encuentra en el pasillo sur de la nave de la Abadía de Westminster, contra la pantalla de la capilla de San Jorge y fue descubierta el 12 de febrero de 1981. La tumba se ha convertido en un sitio de peregrinación, con hasta 50 000 personas que visitan el sitio cada año.
Cada año, el 22 de febrero, miembros de la Asociación de Scouts de Kenia y la Asociación de Guías de Kenia celebran el Día de los Fundadores en la tumba.

## Inscripción
Robert Baden Powell

Chief Scout of the World

22nd February 1857

8th January 1941

Olave Baden Powell

World  Chief Guide

22nd February 1889

25th June 1977

ʘ
Su lápida lleva un círculo con un punto en el centro "ʘ", que es el signo de pistas característico de los Scout para referirse al "Fin de Pista" (también referido a "Volver a casa", o "Yo he ido a casa").

## Funeral
Baden-Powell sabía que su salud estaba fallando y planeó en consecuencia. Su testamento estipulaba que debía ser enterrado en Nyeri, evitando la tumba asignada a él en la Abadía de Westminster. Su muerte fue noticia mundial. Dejó cartas finales para Scout y Scouters e hizo planes para su entierro. Cuando murió, le dieron un funeral militar con una procesión.